# Oolde
Oolde is een buurtschap in de Nederlandse gemeente Lochem. In de buurtschap staat het gelijknamige kasteel, Huis Oolde. Het is de geboorteplaats van Hendrik Willem Heuvel.
Stad: Lochem     
Dorpen: Almen · Barchem · Eefde · Epse · Exel · Gorssel · Harfsen · Joppe · Laren

Buurtschappen: Ampsen · Armhoede · Groot Dochteren · Klein Dochteren · Kring van Dorth · Nettelhorst, Langen en Zwiep · Oolde · Quatre Bras · De Schoolt

Gelderland: Steden en dorpen in Gelderland      Nederland: Provincies · Gemeenten